# Синдикат (филм)
Синдикат (енгл. The Union) амерички је филм из 2024. Режију потписује Џулијан Фарино, по сценарију Џоа Бартона и Дејвида Гугенхајма. Главне улоге тумаче Марк Волберг и Хале Бери.
Филм је 16. августа 2024. приказао Netflix. Добио је позитивне рецензије критичара.

## Радња
Грађевински радник из Њу Џерзија прелази пут од обичног човека до шпијуна кад га његова давно изгубљена средњошколска љубав ангажује за шпијунску мисију.

## Улоге
| Глумац                | Улога          |
| --------------------- | -------------- |
| Марк Волберг          | Мајк Макена    |
| Хале Бери             | Роксен Хол     |
| Мајк Колтер           | Ник Фарадеј    |
| Адевале Акинуе Агбаџе | Френк Фајфер   |
| Џесика де Гау         | Џулијет Квин   |
| Алис Ли               | Атина Ким      |
| Џеки Ерл Хејли        | Форман         |
| Џеј-Кеј Симонс        | Том Бренан     |
| Лорејн Брако          | Лорејн Макена  |
| Дејна Делејни         | Никол          |
| Печ Дара              | Боби Бреслин   |
| Џејмс Макменамин      | Џони Хили      |
| Хуан Карлос Ернандез  | Били Луис      |
| Стивен Кембел Мур     | Камерон Фостер |